# Haplinis tokaanuae
Haplinis tokaanuae là một loài nhện trong họ Linyphiidae.
Loài này thuộc chi Haplinis. Haplinis tokaanuae được A. David Blest & Cor J. Vink miêu tả năm 2002.